# École supérieure d'optique de Rabat
 (octobre 2011).
Si vous disposez d'ouvrages ou d'articles de référence ou si vous connaissez des sites web de qualité traitant du thème abordé ici, merci de compléter l'article en donnant les références utiles à sa vérifiabilité et en les liant à la section « Notes et références ».
L’École supérieure d’optique de Rabat (ESO)est un établissement d’enseignement supérieur privé créé en 1997 sous autorisation du ministère de l'enseignement supérieur et de la recherche scientifique sous N°128/97.
Assurée par un groupe d’enseignants universitaires pratiquant dans des facultés : de médecine, des sciences et du droit, ainsi que des opticiens compétents ayant une grande expérience pédagogique et professionnelle, pour satisfaire les besoins du secteur professionnel en opticien de haut niveau dans les domaines d'optique, d'optométrie et de contactologie.